# Татарское (озеро, Свердловская область)
Татарское (Бутинец) — озеро в Ирбитском муниципальном образовании Свердловской области, в 4-х километрах на северо-восток от села Чубаровского, на правом берегу реки Ницы.

## География
Озеро Бутинец (Татарское) расположено в 4 км от села Чубаровское, на правом берегу реки Ница, в 200 м от берега. Озеро окружено лесом. Площадь 0,01 км²).

## Происхождение названия
По преданию, название произошло от татарского поселения на его берегах, остатки которого долгое время были видны в виде ям и курганов.

## Охранный статус
Озеро является гидрологическим и ботаническим памятником природы регионального значения, взято под охрану как место произрастания редких видов растений семейства нимфейных (кувшинка, кубышка). Общая площадь памятника 3 га.

## Данные водного реестра
По данным государственного водного реестра России, водохранилище относится к Иртышскому бассейновому округу, водохозяйственный участок реки — Ница от слияния рек Реж и Нейва до устья, речной подбассейн реки — Тобол. Речной бассейн реки — Иртыш.
Код объекта в государственном водном реестре — 14010501911199000001230.